# Diogo Siqueira
Diogo Segabinazzi Siqueira (Joaçaba, 29 de agosto de 1979) é um político e odontólogo brasileiro, atualmente prefeito de Bento Gonçalves, no Rio Grande do Sul. Filiado ao Partido da Social Democracia Brasileira (PSDB), já ocupou o cargo de prefeito Santa Tereza, também no Rio Grande do Sul, entre 2009 e 2016, e em 2020 foi eleito prefeito de Bento Gonçalves, com 30,54% dos votos válidos, sendo reeleito em 2024 para seu segundo mandato, com 65,7% dos votos válidos.

## Política
Nascido em Joaçaba, Santa Catarina, Diogo Siqueira iniciou sua trajetória política ao atuar como prefeito de Santa Tereza entre 2009 e 2016, sendo eleito nas eleições de 2008 com 58,88% dos votos válidos e reeleito em 2012 com 61,37% dos votos válidos. Durante seu mandato, atuou também como presidente da Associação dos Municípios da Encosta Superior do Nordeste (AMESNE).
Após encerrar seu mandato, atuou como secretário de saúde do município de Bento Gonçalves, cidade pela qual foi eleito prefeito municipal em 2020 com 30,54% dos votos válidos, em uma disputa com outros oito candidatos, sucedendo Guilherme Pasin.
A gestão foi marcada pela implementação de mutirões nos bairros, com ações diretas como capina, pintura de meio-fio e remoção de entulho, realizada por servidores de todas as pastas da prefeitura aos finais de semana. Além disso, houve o avanço das obras de infraestrutura e a reforma do Hospital Público do município.

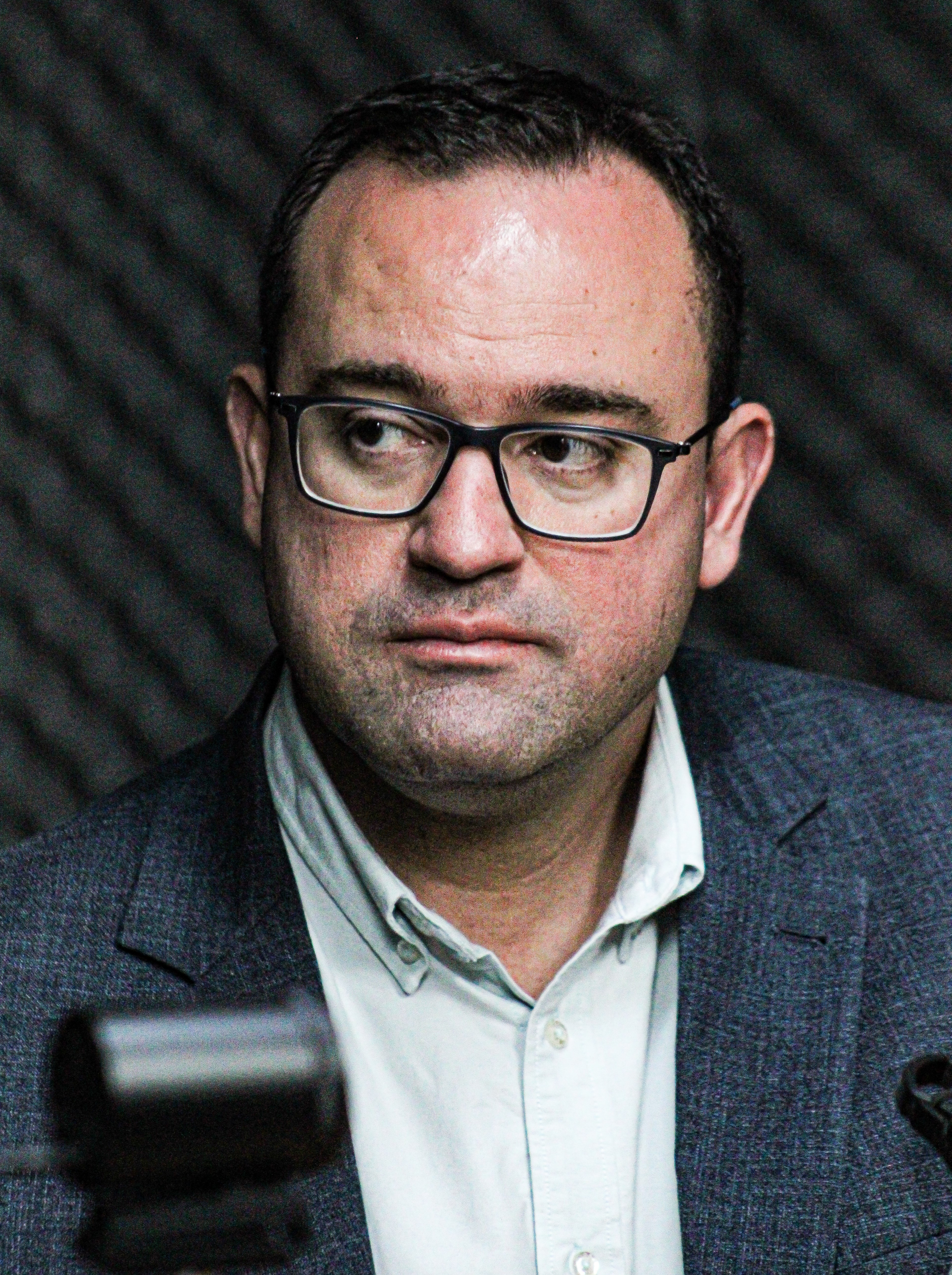
Diogo Siqueira durante a campanha, nas eleições de 2024

Com as enchentes no Estado em 2024, que causaram diversos deslizamentos de terra no município e a morte de nove pessoas, Diogo assumiu uma posição de protagonismo em uma força-tarefa envolvendo voluntários, servidores públicos e forças de segurança para atuar no resgate das pessoas atingidas, inclusive com um alerta antecipado às comunidades de Linha Alcântara devido ao rompimento parcial da Usina Hidrelétrica 14 de Julho, o que permitiu uma evacuação segura. Além disso, ficou conhecido nacionalmente pelas duras críticas direcionada aos governos estadual e federal pela falta de infraestrutura, especialmente na demora na disponibilidade de helicópteros para resgate, reforçando a necessidade de equipamentos mais avançados para operações de emergência.
Nas eleições de 2024, Diogo foi reeleito prefeito de Bento Gonçalves com 65,7% dos votos válidos, superando outros dois candidatos e sendo credenciado para continuar gerindo o município até 2028.

### Desempenho em eleições
| Histórico eleitoral de Diogo Siqueira | Histórico eleitoral de Diogo Siqueira | Histórico eleitoral de Diogo Siqueira | Histórico eleitoral de Diogo Siqueira | Histórico eleitoral de Diogo Siqueira            | Histórico eleitoral de Diogo Siqueira | Histórico eleitoral de Diogo Siqueira | Histórico eleitoral de Diogo Siqueira |
| Ano                                   | Eleição                               | Cargo                                 | Partido                               | Coligação                                        | Votos                                 | %                                     | Resultado                             |
| ------------------------------------- | ------------------------------------- | ------------------------------------- | ------------------------------------- | ------------------------------------------------ | ------------------------------------- | ------------------------------------- | ------------------------------------- |
| 2008                                  | Municipal de Santa Tereza             | Prefeito                              | PSDB                                  | Partido isolado                                  | 941                                   | 58,88                                 | Eleito                                |
| 2012                                  | Municipal de Santa Tereza             | Prefeito                              | PSDB                                  | Santa Tereza no Caminho Certo (PSDB/PMDB)        | 1 007                                 | 61,37                                 | Reeleito                              |
| 2020                                  | Municipal de Bento Gonçalves          | Prefeito                              | PSDB                                  | Gente que faz Bento (PSDB/PP/Republicanos)       | 19 105                                | 30,54                                 | Eleito                                |
| 2024                                  | Municipal de Bento Gonçalves          | Prefeito                              | PSDB                                  | Do Jeito de Bento (PSDB/PP/Cidadania/União/PODE) | 43 567                                | 65,88                                 | Reeleito                              |